# Морган, Мухаммед Саид Херси
Мухаммед Саид Херси (сомал. Maxamed Siciid Xirsi Moorgan, араб. محمد سعيد هيرسي مورغان‎; 1949, Кардхо, Пунтленд — 28 мая 2025, Найроби) — военный и политический деятель Сомали. Зять президента Мухаммеда Сиада Барре.

## Министр обороны
Мухаммед Саид Херси прошёл военную подготовку в Италии и США. В качестве полковника он был командующим в районе Могадишо, где размещались элитные вооружённые силы страны. Затем стал командующим вооружённых формирований «Красные Береты».
В 1988 году СНД взяли Буръо и часть Харгейсы. Саид Херси возглавил военную операцию против повстанцев на севере страны. Правительственные войска провели жестокие рейды по северным территориям. В ходе тотальной бомбардировки Харгейсы город был разрушен на 70 %. За эти события Мухаммед Саид Херси был прозван «Мясником Харгейсы».

## Гражданская война
После свержения Сиада Барре в январе 1991 года, Саид Херси вместе с тестем перебрался на подконтрольный ему юг страны и создал из остатков правительственной армии Сомали Сомалийский национальный фронт (SNF).
Во время операции «Возрождение Надежды» силы генерала Моргана несколько раз атаковали продовольственные склады Международного Красного креста в Бардере, мешая тем самым деятельности миротворческой миссии по оказанию помощи голодающим сомалийцам.
В октябре 2004 года генерал Морган был вынужден под военным давлением присоединиться к переговорному процессу и признать Переходное федеральное правительство Сомали.
В дальнейшем после окончательного изгнания сил Барре из Сомали, группировка Херси базировалась у эфиопского города Годе.
В 1991 году, когда Морган был министром обороны в правительстве Сиада Барре, под его началом находилось 54 тысячи солдат. Спустя 14 лет от этой армии под его командованием осталась только 1 тысяча солдат.
Скончался 28 мая 2025 года в Найроби.